# وزارت اقتصاد مصر
وزارت اقتصاد مصر (انگلیسی: Ministry of Finance) از وزارتخانه‌های دولت مصر است.